# Wilejka (rzeka)
Wilejka (dawniej także: Wilenka, biał. Вільня, lit. Vilnia lub Vilnelė) – rzeka na Litwie i Białorusi, lewy dopływ Wilii.
Wilejka uchodzi do Wilii w Wilnie, na Starym Mieście, na wschód od Góry Zamkowej i na zachód od Góry Trzykrzyskiej.